# Campeonato Mundial de Natação em Piscina Curta de 2014 - 4x50 m medley misto
A prova dos 4x50 metros medley misto do Campeonato Mundial de Natação em Piscina Curta de 2014 foi disputado em 4 de dezembro no Centro Aquático Aspire Sports Complex em Doha.

## Recordes
Antes desta competição, os recordes mundiais e do campeonato nesta prova eram os seguintes:
|    | Nacionalidade  | Tempo   | Local   | Data                   |
| -- | -------------- | ------- | ------- | ---------------------- |
| WR | Estados Unidos | 1:37.17 | Glasgow | 21 de dezembro de 2013 |

## Medalhistas
| Ouro                                                                                | Prata                                                                                   | Bronze                                                                          |
| Brasil · Etiene Medeiros · Felipe França Silva · Nicholas Santos · Larissa Oliveira | Reino Unido · Chris Walker-Hebborn · Adam Peaty · Siobhan-Marie O'Connor · Fran Halsall | Itália · Niccolo Bonacchi · Fabio Scozzoli · Silvia Di Pietro · Erika Ferraioli |

## Resultados

### Eliminatórias
As eliminatórias ocorreram dia 6 de dezembro. 
| Colocação | Bateria | Raia | Nacionalidade    | Nome | Tempo   | Notas |
| --------- | ------- | ---- | ---------------- | --- | ------- | ----- |
| 1         | 3       | 4    | Reino Unido      | Chris Walker-Hebborn (23.47) Adam Peaty (25.78) Siobhan-Marie O'Connor (25.59) Fran Halsall (23.32)                                   | 1:38.16 | Q     |
| 2         | 3       | 5    | Estados Unidos   | Eugene Godsoe (23.30) Brad Craig (26.35) Felicia Lee (25.58) Natalie Coughlin (23.55)                                                 | 1:38.78 | Q     |
| 3         | 2       | 3    | Itália           | Simone Sabbioni (23.91) Fabio Scozzoli (26.02) Silvia Di Pietro (25.46) Erika Ferraioli (23.52)                                       | 1:38.91 | Q     |
| 4         | 1       | 1    | Rússia           | Sergey Fesikov (23.28) Sergei Geibel (25.97) Svetlana Chimrova (25.75) Rozaliya Nasretdinova (24.37)                                  | 1:39.37 | Q     |
| 5         | 3       | 1    | Brasil           | Etiene Medeiros (26.44) João Luiz Gomes Júnior (26.34) Henrique Martins (22.56) Daiane Oliveira (24.26)                               | 1:39.60 | Q     |
| 6         | 2       | 1    | Alemanha         | Christian Diener (23.33) Dorothea Brandt (29.99) Steffen Deibler (22.64) Daniela Schreiber (24.12)                                    | 1:40.08 | Q     |
| 7         | 1       | 5    | China            | Sun Xiaolei (23.78) Suo Ran (30.16) Lu Ying (25.45) Ning Zetao (20.87)                                                                | 1:40.26 | Q     |
| 8         | 2       | 2    | Ucrânia          | Daryna Zevina (26.30) Mariya Liver (29.66) Andriy Hovorov (22.60) Bogdan Plavin (21.79)                                               | 1:40.35 | Q     |
| 9         | 2       | 5    | Chéquia          | Simona Baumrtová (26.56) Petr Bartůněk (26.36) Jan Šefl (23.13) Anna Kolárová (24.72)                                                 | 1:40.77 |       |
| 10        | 1       | 4    | Japão            | Yuki Shirai (23.97) Satomi Suzuki (30.18) Takuro Fujii (22.99) Yayoi Matsumoto (24.64)                                                | 1:41.78 |       |
| 11        | 1       | 3    | Noruega          | Lavrans Solli (23.93) Sverre Naess (27.26) Elise Olsen (26.20) Cecilie Johannessen (24.68)                                            | 1:42.07 |       |
| 12        | 3       | 6    | África do Sul    | Ricky Ellis (24.24) Giulio Zorzi (26.45) Trudi Maree (27.18) Lehesta Kemp (24.66)                                                     | 1:42.53 |       |
| 13        | 3       | 2    | Hungria          | Gábor Balog (24.45) David Horváth (27.44) Liliána Szilágyi (26.65) Fanni Gyurinovics (25.66)                                          | 1:44.20 |       |
| 14        | 1       | 2    | Hong Kong        | Stephanie Au (27.63) Wong Chun Yan (27.62) Chan Kin Lok (27.25) Mak Ho Lun Raymond (22.11)                                            | 1:44.61 |       |
| 15        | 3       | 0    | Turquia          | Ekaterina Avramova (27.52) Alpkan Örnek (28.54) Sezin Eligül (27.58) Hüseyin Sakçı (22.36)                                            | 1:46.00 |       |
| 16        | 2       | 0    | Islândia         | Eygló Ósk Gústafsdóttir (28.19) Hrafnhildur Lúthersdóttir (30.28) Daníel Hannes Pálsson (25.15) Davíð Hildiberg Aðalsteinsson (22.94) | 1:46.56 |       |
| 17        | 1       | 6    | Argélia          | Ryad Djendouci (25.32) Amira Raja Kouza (32.12) Jugurtha Boumali (24.05) Souad Nafissa Cherouati (26.07)                              | 1:47.56 |       |
| 18        | 2       | 7    | Tailândia        | Araya Wongvat (29.32) Sittivech Kongsomrerk (28.50) Jenjira Srisa Ard (26.63) Gavin Alexander Lewis (23.18)                           | 1:47.63 |       |
| 19        | 2       | 4    | Filipinas        | Roxanne Ashley Yu (30.20) Dhill Anderson Lee (29.50) Evangelio Dato (27.39) Jeremy Bryan Lim (23.58)                                  | 1:50.67 |       |
| 20        | 1       | 8    | Papua-Nova Guiné | Ryan Pini (24.08) Savannah Tkatchenko (34.30) Stanford Kawale (25.67) Anna-Liza Mopio-Jane (26.66)                                    | 1:50.71 |       |
| 21        | 3       | 3    | Seicheles        | Alexus Laird (28.59) Pierre-Andre Adam (30.11) Felicity Passon (28.63) Dean Hoffman (24.17)                                           | 1:51.50 |       |
| 22        | 3       | 7    | México           | Daniel Carranza (24.51) Andrés Olvera (30.25) Montserrat Ortuño (29.63) Ayumi Macías (27.22)                                          | 1:51.61 |       |
| 23        | 1       | 7    | Macau            | Yum Cheng Man (27.42) Lei On Kei (32.87) Chao Man Hou (24.55) Tan Chi Yan (27.04)                                                     | 1:51.88 |       |
| 24        | 2       | 6    | Sri Lanka        | Kimiko Raheem (30.35) Kiran Jasinghe (30.16) Cherantha de Silva (25.43) Machiko Raheem (26.64)                                        | 1:52.58 |       |
| 25        | 2       | 8    | Quênia           | Hamdan Bayusuf (26.66) Micah Fernandes (29.83) Emily Muteti (29.46) Talisa Lanoe (27.28)                                              | 1:53.23 |       |
| 26        | 1       | 0    | Albânia          | Aleksander Ngresi (31.74) Deni Baholli (32.22) Diana Basho (33.13) Nikol Merizaj (28.47)                                              | 2:05.56 |       |
| —         | 3       | 8    | Finlândia        | Anni Alitalo (27.46) Jenna Laukkanen Riku Pöytäkivi Ari-Pekka Liukkonen                                                               | DSQ     |       |

### Final
A final teve sua disputa realizada em 4 de dezembro. 
| Colocação         | Raia | Nacionalidade  | Nome                                                                                                  | Tempo   | Notas |
| ----------------- | ---- | -------------- | --- | ------- | ----- |
| Medalha de ouro   | 2    | Brasil         | Etiene Medeiros (25.83) Felipe França (25.45) Nicholas Santos (21.81) Larissa Oliveira (24.17)        | 1:37.26 | SA    |
| Medalha de prata  | 4    | Reino Unido    | Chris Walker-Hebborn (23.42) Adam Peaty (25.89) Siobhan-Marie O'Connor (25.10) Fran Halsall (23.05)   | 1:37.46 | ER    |
| Medalha de bronze | 3    | Itália         | Niccolo Bonacchi (23.58) Fabio Scozzoli (25.55) Silvia Di Pietro (25.22) Erika Ferraioli (23.55)      | 1:37.90 |       |
| 4                 | 5    | Estados Unidos | Matt Grevers (23.28) Cody Miller (25.93) Felicia Lee (25.38) Abbey Weitzel (23.57)                    | 1:38.16 |       |
| 5                 | 6    | Rússia         | Sergey Fesikov (23.17) Sergei Geibel (26.20) Anastasiia Liazeva (25.68) Rozaliya Nasretdinova (23.88) | 1:38.93 |       |
| 6                 | 1    | China          | Sun Xiaolei (23.51) Suo Ran (30.28) Lu Ying (24.79) Ning Zetao (20.59)                                | 1:39.17 |       |
| 7                 | 7    | Alemanha       | Christian Diener (23.30) Dorothea Brandt (29.59) Steffen Deibler (22.41) Daniela Schreiber (24.17)    | 1:39.47 |       |
| 8                 | 8    | Ucrânia        | Daryna Zevina (26.10) Andriy Kovalenko (26.39) Andriy Hovorov (22.37) Hanna Dzerkal (24.62)           | 1:39.48 |       |

Legenda
| Recorde mundial       | Recorde mundial (World record)               |                       | Recorde africano                      | Recorde africano (African) |                                           | Q | Classificado por posição (Qualified) |
| Recorde do campeonato | Recorde do campeonato (Championship record)  | Recorde da América    | Recorde da América (Americas)         | q                          | Classificado por melhor tempo (Qualified) |   |                                      |
| Melhor marca do ano   | Melhor marca do ano (World leading)          | Recorde asiático      | Recorde asiático (Asian)              | DNS                        | Não largou (Did not start)                |   |                                      |
| Recorde nacional      | Recorde nacional (National record)           | Recorde europeu       | Recorde europeu (European)            | DNF                        | Não terminou (Did not finish)             |   |                                      |
| Recorde pessoal       | Recorde pessoal do atleta (Personal best)    | Recorde da Oceania    | Recorde da Oceania (Oceania)          | DSQ / DQ                   | Desclassificado (Disqualified)            |   |                                      |
| Recorde da temporada  | Recorde da temporada do atleta (Season best) | Recorde sul-americano | Recorde sul-americano (South America) | NM                         | Sem marca (No mark)                       |   |                                      |